# Lijst van burgemeesters van Oosthuizen
Dit is een lijst van burgemeesters van de voormalige Nederlandse gemeente Oosthuizen (ook wel Oosthuizen en Hobrede) tot die gemeente in 1970 opging in de nieuwe gemeente Zeevang.
| Ambtsperiode | Naam burgemeester                       | Partij of stroming | Bijzonderheden |
| ------------ | --------------------------------------- | ------------------ | --- |
|              | Jan Korver Jacobszn                     |                    | Ook baljuw, maire en schout van Oosthuizen                                                                                            |
| - 1837       | Govert Dekker                           |                    | |
| 1838 - 1842  | mr. Nanning van Bredehoff de Vicq       |                    | Tijdens (deel van) deze periode tevens burgemeester van Etersheim Tevens heer van Oosthuizen, Etersheim, Hobrede, Kwadijk en Schardam |
| 1842 - 1852  | Jacob Korver Jansz                      |                    | Tijdens (deel van) deze periode tevens burgemeester van Etersheim (in 1848 opgegaan in Oosthuizen)                                    |
| 1852 - 1870  | Boudewijn Bakker Sombeek (ca.1808-1870) |                    | |
| 1870 - 1876  | Cornelis (C.) Kaaskooper                |                    | |
| 1876 - 1893  | Jacobus Pieter Marinus Oosterman        |                    | |
| 1893 - 1917  | Klaas (K.) Kaaskooper                   |                    | |
| 1917 - 1930  | Cornelis Dirk (C.D.) Kaaskooper         |                    | |
| 1931 - 1959  | Jan (J.) Steert                         |                    | |
| 1960 - 1970  | Jan (J.) Schoon                         | PvdA               | vanaf 1968 tevens burgemeester van Beets, later burgemeester van Zeevang                                                              |